# جواز سفر بريطاني (برمودا)
تصدر جوازات سفر برمودا لمواطني جزر برمودا منذ عام 2016 من قبل مكتب جوازات سفر صاحبة الجلالة باعتبار الجزر إقليم من أقاليم ما وراء البحار البريطانية.
يمكن لحاملي جواز سفر البرمودي التمتع بالسفر بدون تأشيرة لمدة تصل إلى 90 يوما إلى فرنسا والنرويج. ويكمن لهم دخول المكسيك بدون تأشيرة. لا يسمح أي جواز سفر آخر من أقاليم ما وراء البحار البريطاني بدخول المكسيك بدون تأشيرة.
يمكن للبالغين التقدم للحصول على جواز سفر برمودي عادي بتكلفة 160 دولارًا أمريكيًا. تبلغ تكلفة الطلب للمتقدمين الأطفال 80 دولارًا أمريكيًا.

## روابط خارجية
- Government of Bermuda: Get a British Overseas Territory passport